# Couvent de la Visitation de Troyes
Pour les articles homonymes, voir Couvent de la Visitation.
Le couvent des Visitandines, à Troyes, est une abbaye fondée en 1631 toujours active qui se situe dans l'Aube.

## Historique
Elles vinrent à Troyes, invitées par René de Breslay avec l'assentiment de Louis XIII, il voulait réformer les Filles Pénitentes de l'Hôpital St-Abraham.
La mère supérieure Favre venait avec quatre sœurs, deux novices mais les habitants de Troyes leur interdirent leur ville et le chapitre cathédrale y était aussi hostile. En effet huit maisons religieuses avaient été ouvertes dans la ville en huit années. Elles eurent à attendre huit semaines au château épiscopal de Saint-Lyéavant de pouvoir faire leur entrée le 6 juillet 1631 et eurent leurs lettres patentes du roi en août suivant. 
La première pierre de leur maison fut posée le 7 décembre 1633 dans le faubourg de Croncels avec une donation de 6 000 livres de la cour. Le couvent reçut Jeanne de Chantal le 12 avril 1636. Marie de Sales Chappuis en devint la supérieur en 1844.
Le couvent actuel se trouve au 75 rue André-Beury.